# Bharthana
Bharthana é uma cidade e um município no distrito de Etawah, no estado indiano de Uttar Pradesh.

## Geografia
Bharthana está localizada a 26° 45′ N, 79° 14′ L. Tem uma altitude média de 135 metros (442 pés).

## Demografia
Segundo o censo de 2001, Bharthana tinha uma população de 38,781 habitantes. Os indivíduos do sexo masculino constituem 52% da população e os do sexo feminino 48%. Bharthana tem uma taxa de literacia de 72%, superior à média nacional de 59.5%; a literacia no sexo masculino é de 77% e no sexo feminino é de 66%. 15% da população está abaixo dos 6 anos de idade.